# Juozas Montvila

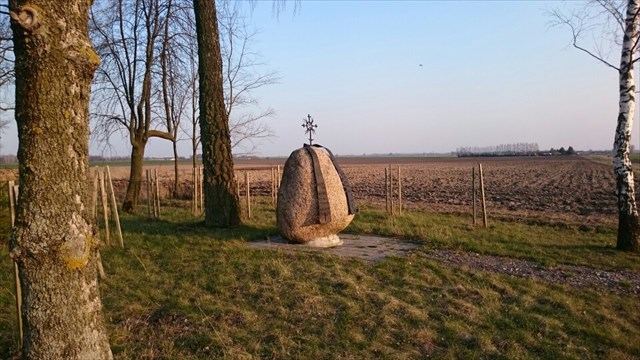
Gedenkstein am Geburtsort Montvilas

Juozas Montvila (* 3. Januar 1885 in Nendrinishkii, Region Marijampolė, Russisches Kaiserreich; † 15. April 1912 im Nordatlantik) war ein katholischer Priester aus Litauen, der beim Untergang der Titanic ums Leben kam und später durch sein vorbildliches Verhalten als Seelsorger bekannt wurde.

## Leben
Juozas Montvila war das älteste von acht Kindern des litauischen Ehepaares Kazys und Magdalena Montvila. Er besuchte zunächst die Grundschule in Marijampolė, dann das dortige Gymnasium. Danach trat er in das Priesterseminar von Seinų ein. Am 22. März 1908 wurde er in Warschau zum Priester der Katholischen Ostkirche in Litauen geweiht. Nach seinem ersten Levitenamt wurde er in die Pfarrei von Lipsk im Kreis Augustavas (heute Augustów in Polen) versetzt. Er geriet in Schwierigkeiten, als er eine Kindstaufe und eine Beichte für Mitglieder der Unierten Kirche durchführte, was seit deren zwangsweiser Eingliederung in die Russisch-Orthodoxe Kirche verboten war. Dies führte zu einem Strafverfahren gegen ihn. Er wurde in die Gemeinde Liubavas versetzt und durfte in der Folge sein Amt nicht mehr ausüben. Daher verdiente er seinen Lebensunterhalt als Illustrator für katholische Zeitschriften. Mit Zustimmung des Bischofs von Seinai (heute Sejny, Polen), Antanas Karosas, verließ er Ende 1911 heimlich Litauen, um sich bei seinem in die USA ausgewanderten Bruder Petras niederzulassen. Damit wollte er einem Berufsverbot im gesamten Russischen Kaiserreich als auch einer drohenden Bestrafung entgehen. Am 2. April 1912 befand er sich in London, wo er seinem Bruder per Brief seine baldige Ankunft mitteilte. Er buchte einen Platz der 2. Klasse auf der RMS Titanic. In seinem Gepäck befand sich ein Buch mit litauischen Liedern von Antanas und Jonas Juška, das er in den USA zu veröffentlichen hoffte. Dieses Buch wurde Jahrzehnte später zusammen mit anderen Effekten von Passagieren aus dem Wrack geborgen.

### Untergang der Titanic
Nach der Kollision mit einem Eisberg im Nordatlantik am späten Abend des 14. April 1912 wurde schnell offensichtlich, dass das Schiff sinken würde. Montvila leistete den Passagieren geistlichen Beistand. Wie seine Amtsbrüder Thomas Byles und Joseph Peruschitz verzichtete er darauf, sich retten zu lassen, und überließ den angebotenen Platz in einem Rettungsboot einem anderen Passagier. Damit nahm er seinen sicher vorhersehbaren Tod in Kauf. Er kam bei dem Untergang ums Leben. Seine Leiche wurde nie gefunden oder identifiziert. Ein Hilfsfonds zahlte später an seine Familie eine Entschädigung von 130 Pfund Sterling.

## Gedenken
Montvilas Bruder stiftete zu seinem Gedenken ein Medaillon, das in der Wand der Basilika des Erzengels St. Michael in Marijampolė eingelassen wurde. Eine Kopie dieses Medaillons befindet sich in der litauischen Kirche in London (Ontario) in Kanada. In Liubavas, einer seiner letzten Wirkungsstätten als Seelsorger, wurde ein Gedenkstock für ihn aufgestellt.